# Vatěkov
Vatěkov je malá vesnice, část obce Václavice v okrese Benešov. Nachází se asi 1,5 km na jihovýchod od Václavic. V roce 2010 zde bylo evidováno 29 adres. Vatěkov leží v katastrálním území Václavice u Benešova o výměře 8,26 km².

## Historie
První písemná zmínka o vesnici pochází z roku 1386.
Za druhé světové války se ves stala součástí vojenského cvičiště Zbraní SS Benešov a její obyvatelé se museli 1. dubna 1943 vystěhovat.

## Galerie

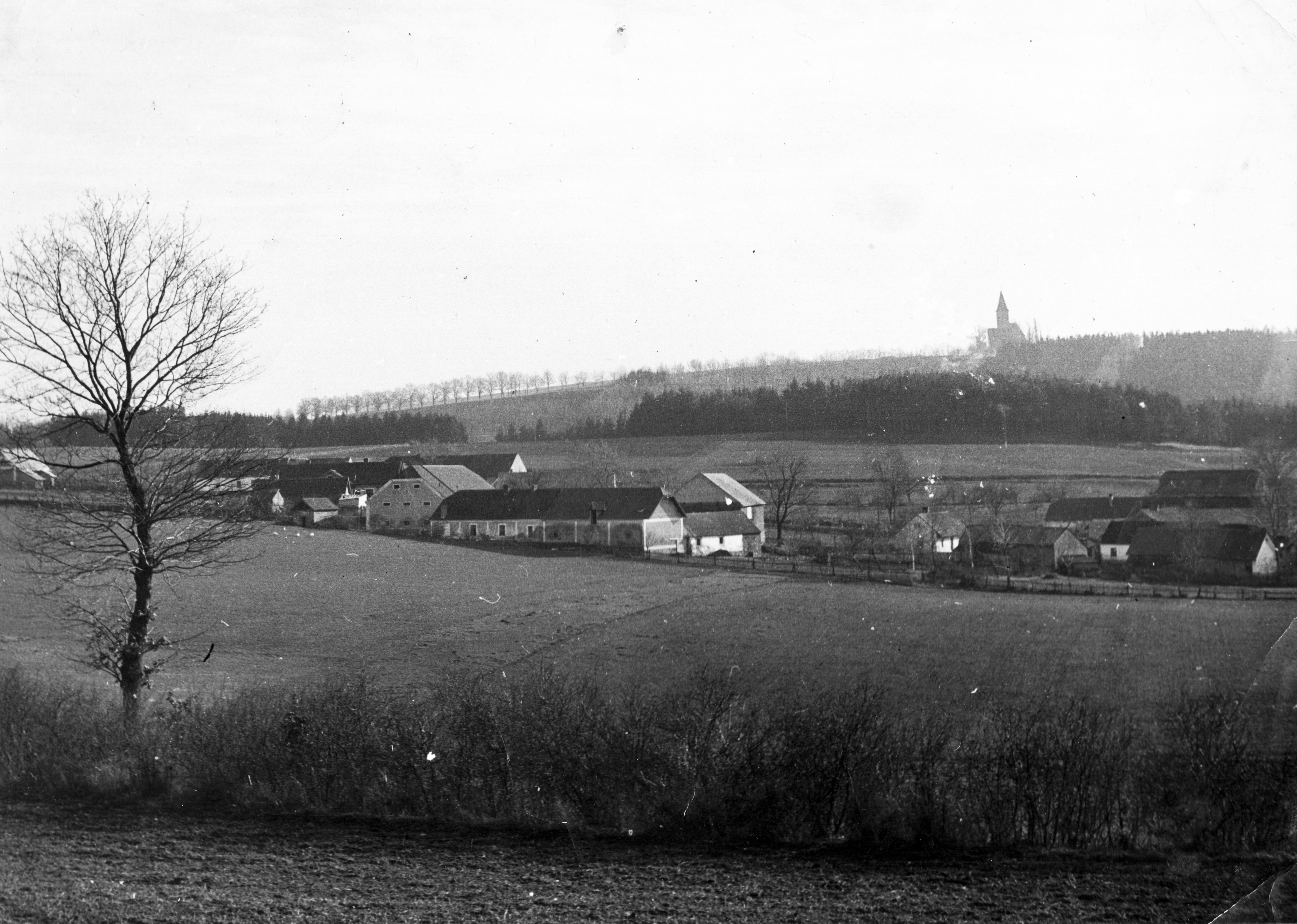
Vatěkov (před 1953)
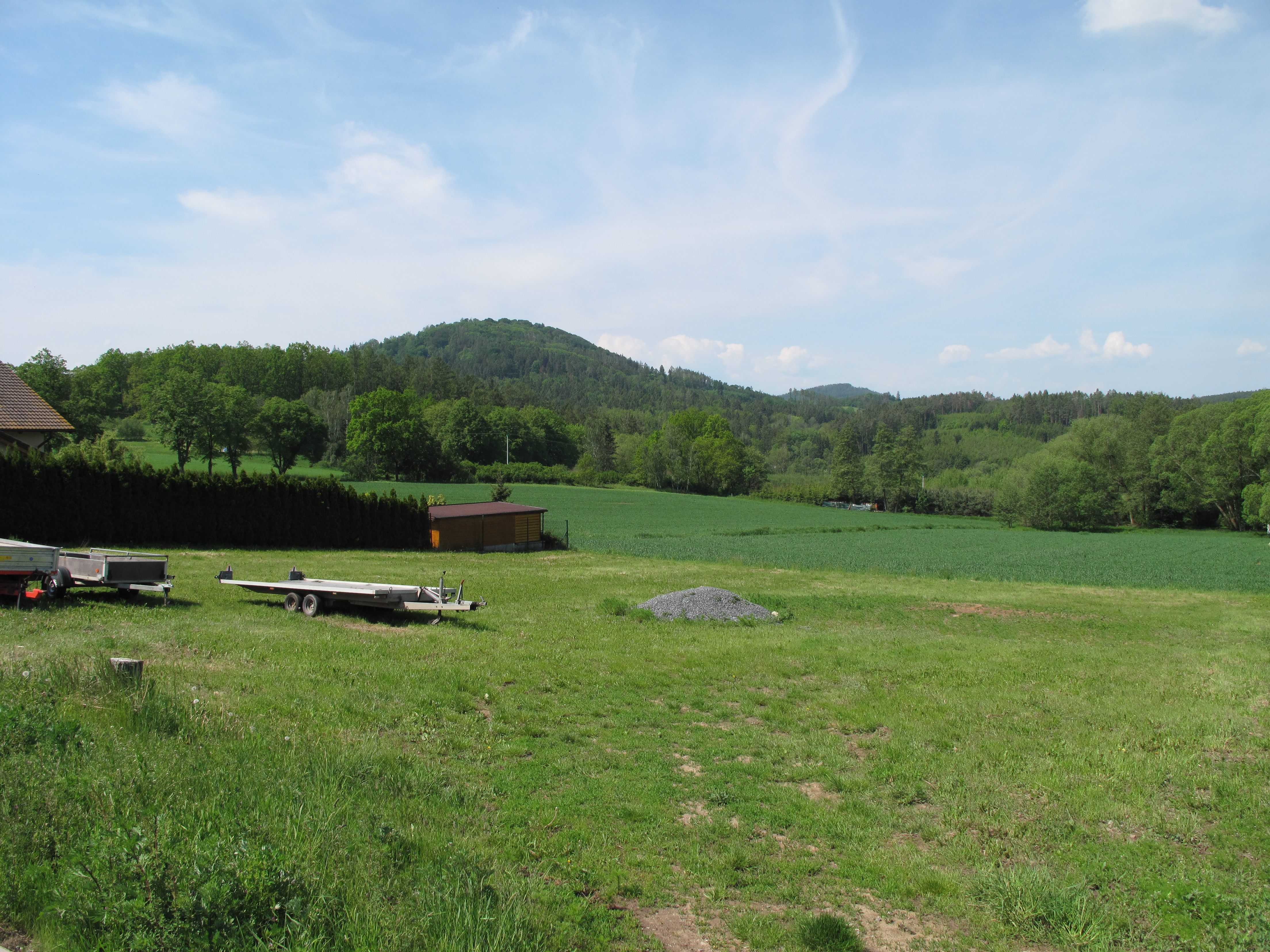
Okolní krajina
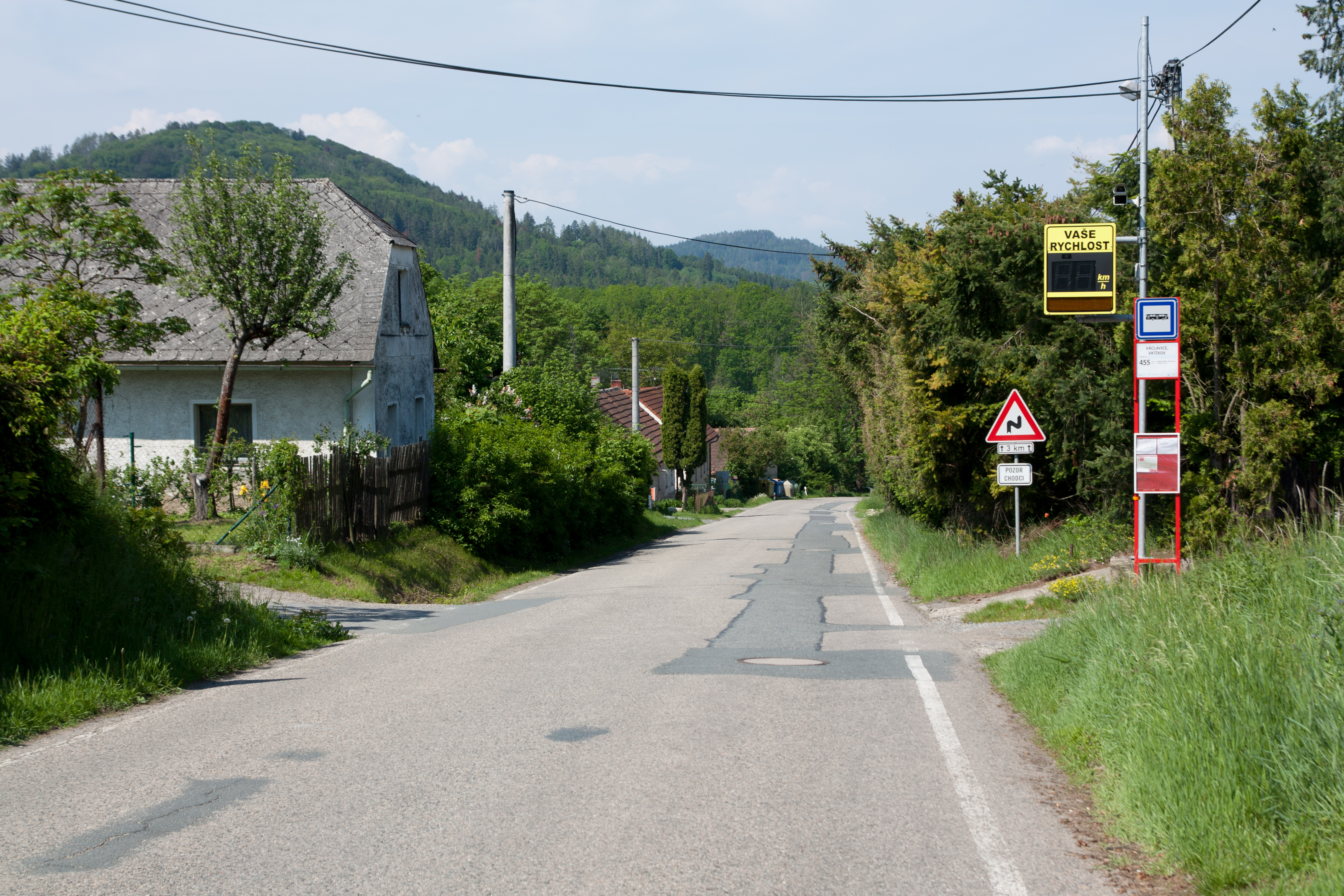
Hlavní silnice
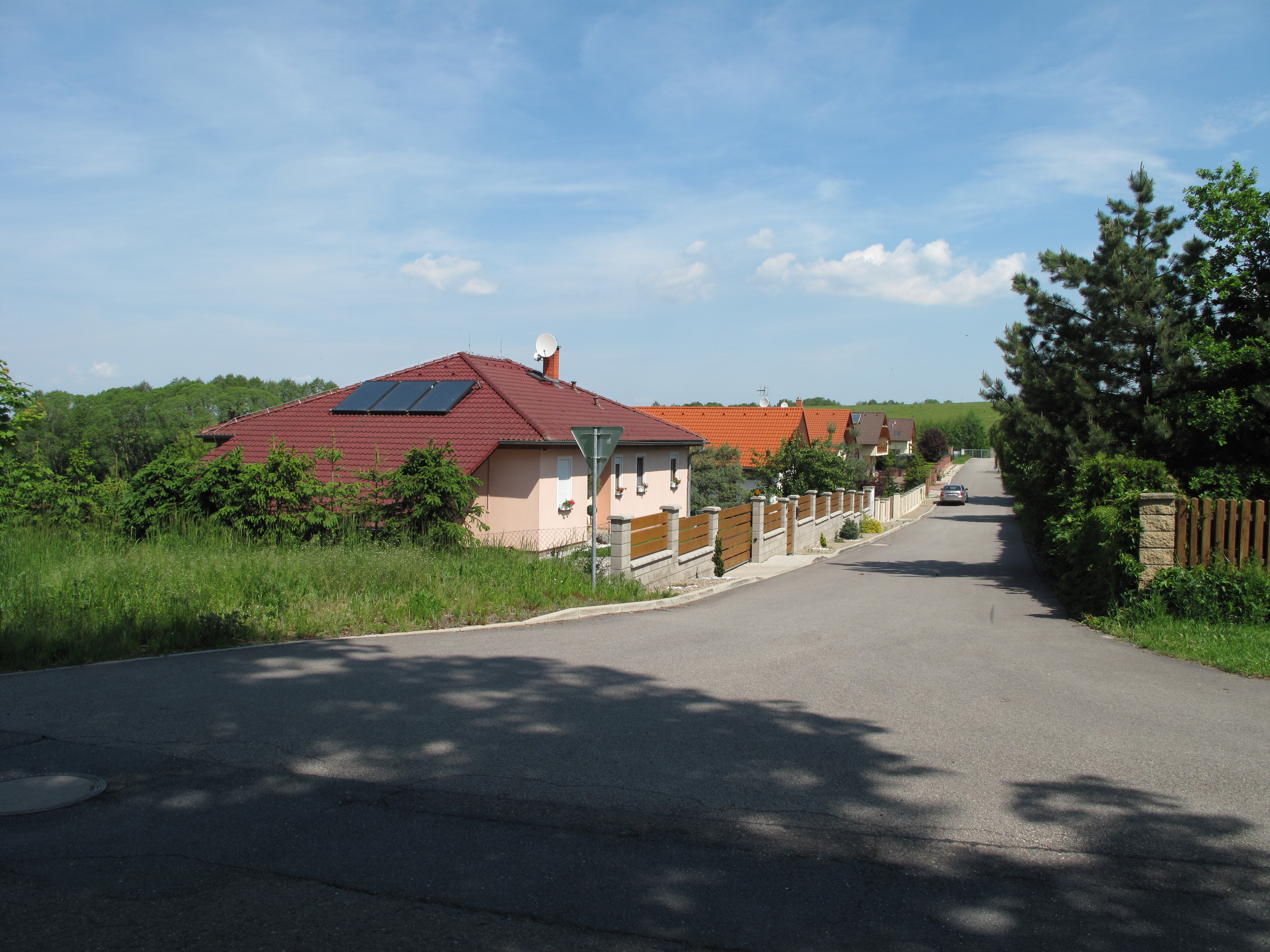
Novostavby